# Кадук бразильський
Кадук брази́льський (Myrmotherula iheringi) — вид горобцеподібних птахів родини сорокушових (Thamnophilidae). Мешкає в Бразилії, Перу і Болівії. Вид названий на честь німецького зоолога Германа фон Іхерінга.

## Опис
Довжина птаха становить 8—10 см, вага 7—9 г. Верхня частина тіла самця темно-сіра, покривні пера чорні з білими кінчиками, на спині між крил біла пляма. Горло і верхня частина грудей чорні, решта нижньої частини тіла сіра. Верхня частина тіла в самиці сиза, горло білувате, нижня частина тіла жовтувато-коричнева. Забарвлення молодих птахів подібне до забарвлення самиць, однак горло в них поцятковане чорними плямками.

## Підвиди
Виділяють три підвиди:
- M. i. heteroptera Todd, 1927 — південний захід бразильської Амазонії (від Журуа до Мадейри);
- M. i. iheringi Snethlage, E, 1914 — південь центральної частини Амазонії (на захід від Тапажос, у долинах річок Жипарана і Рузвельт на південь до Рондонії);
- M. i. oreni Miranda et al, 2013 — південний схід Перу (крайній захід Укаялі, північний захід Куско, Мадре-де-Дьйос, Північне Пуно), південний захід бразильської Амазонії (на південь від Пуруса на сході Акрі), крайній північний захід Болівії (на заході Пандо).

## Поширення і екологія
Бразильські кадуки живуть у підліску й середньому ярусі амазонійської сельви на висоті до 650 м над рівнем моря. У Перу бразильські кадуки мешкають майже виключно в бамбукових заростях.